# Thressa maculata
Thressa maculata är en tvåvingeart som beskrevs av Yang 1992. Thressa maculata ingår i släktet Thressa och familjen fritflugor.
Artens utbredningsområde är Yunnan (Kina). Inga underarter finns listade i Catalogue of Life.